# Víktor Mamàtov
Víktor Mamàtov   (Belovo, 21 de juliol de 1937 - Moscou, 27 d'octubre de 2023) fou un biatleta rus, que va competir sota bandera de la Unió Soviètica durant les dècades de 1960 i 1970.
El 1968 va prendre part en els Jocs Olímpics d'Hivern de Grenoble, on disputà dues proves del programa de biatló. Fent equip amb Aleksandr Tíkhonov, Vladimir Gundartsev i Nikolay Puzanov guanyà la medalla d'or en la cursa del relleu 4x7,5 km, mentre en la dels 20 quilòmetres fou setè. En aquests Jocs fou l'encarregat de dur la bandera soviètica en la cerimònia d'inauguració dels Jocs. Quatre anys més tard, als Jocs de Sapporo, disputà les mateixes proves i aconseguí els mateixos resultats: medalla d'or en la cursa del relleu 4x7,5 km, aquesta vegada ent equip amb Aleksandr Tíkhonov, Rinat Safin i Ivan Byakov i setè en la dels 20 quilòmetres.
En el seu palmarès també destaquen quatre medalles d'or, una de plata i una de bronze al Campionat del món de biatló i dos títols nacionals. Una vegada retirat exercí d'entrenador de l'equip soviètic de biatló i exercí diversos càrrecs a la federació soviètica de biatló.